# Lohnleitlinie
Als Lohnleitlinine wird eine staatliche Vorgabe bezeichnet, die angibt in welchem Prozentsatz sich ein Arbeitslohn erhöhen darf. Ziele einer Lohnleitlinie sind eine Lohn-Preis-Spirale zu vermeiden sowie die Konjunktur anzukurbeln oder zu stärken. Eine Möglichkeit die Lohnleitlinie zu gestalten ist, sich an einer produktivitätsorientierten Lohnpolitik zu orientieren, das heißt die Löhne nicht stärker als die Produktivität der Unternehmen steigen zu lassen. Alternativ kann auch eine kosten(niveau)neutrale Lohnpolitik angewendet werden, die neben dem Produktivitätszuwachs auch weitere Lohnnebenkosten bei der Lohnerhöhung berücksichtigt.
In Deutschland wurde versucht im Rahmen der Konzertierten Aktion 1967 Lohnleitlinien festzulegen. Die Gewerkschaften wollten allerdings ihre Tarifautonomie nicht abgeben und spätestens mit den großen Streiks 1969 für mehr Lohn konnten sich staatliche Vorgaben zur Lohnerhöhung nicht mehr halten.